# Thomas Hüttl
Thomas P. Hüttl  (* 1964) ist ein deutscher Mediziner. Er ist seit 2010 Chefarzt der Hauptabteilung für Allgemein^-, Viszeral-  und minimalinvasive Chirurgie und Ärztlicher Direktor in den Dr. Lubos Kliniken Bogenhausen.

## Werdegang
Thomas Hüttl absolvierte von 1987 bis 1993 sein Medizinstudium an der Ludwig-Maximilians-Universität München und promovierte 1994 mit einer Arbeit zur Gastrinfreisetzung und morphologischen Veränderungen der Rattenmagens (Antigen bedingte Effekte). Im Anschluss war er ab 1993 als Assistenzarzt und später Funktionsoberarzt sowie als Leiter der Sektion Minimalinvasive Chirurgie und als Oberarzt für Viszeralchirurgie am LMU Klinikum Großhadern tätig. Von 2005 bis 2009 war er dort Personaloberarzt.  2006 erhielt er als Privatdozent die Lehrbefugnis für das Fach Chirurgie an der Ludwig-Maximilians-Universität München. 2008 erhielt er den Ruf and die Charité Berlin auf die 1. Professur für Adipositaschirurgie in Deutschland. 2010 wechselte er als Hauptabteilungsleiter für Allgemein-, Viszeral- und Minimalinvasive Chirurgie an die Dr. Lubos Kliniken Bogenhausen. Seit 2010 ist er Chefarzt und seit 2011 auch ärztlicher Direktor dieser Kliniken. Dort etablierte und leitet er das AdipositasZentrum München.

## Fachärztliche und wissenschaftliche Arbeit
Thomas Hüttl zählt zu den führenden deutschen Expertinnen und Experten im Bereich der Adipositaschirurgie sowie der Antireflux- bzw. Refluxchirurgie. Seine Promotion befasste sich mit immunologischen Effekten auf die Magenschleimhaut. Seine Arbeitsgruppe setze sich intensiv mit der Weiterentwicklung und Evaluation minimalinvasiver Operationen auseinander. Im besonderen Fokus standen hier neben der Gallensteinchirurgie die Speiseröhren-, Magen- und Zwerchfellchirurgie. Sie publizierten weltweit die erste laparoskopische Zwerchfelloperation bei Zwerchfelllähmungen. Die Habilitation (2006) trug zur besseren Verständigung moderner Antirefluxplastiken bei, inklusive epidemiologischer, tierexperimenteller und klinischer Aspekte, was die Grundlage für evidenzbasierte Operationstechniken der gastroösophagealen Refluxkrankheit bildete. Zudem veröffentlichte er zahlreiche Fachbeiträge, etwa zur metabolischen Chirurgie und zur Nachsorge bei Adipositasoperationen, z. B. in MMW – Fortschritte der Medizin 2021, in denen er die Bedeutung strukturierter Nachsorge für Langzeitergebnisse hervorhebt.  Seine wissenschaftliche Expertise wird durch seine Tätigkeit an gelenkten Leitlinienkommissionen (u. a. Gallensteinchirurgie, Adipositaschirurgie) und Expertenkommissionen bestätigt, darunter die Deutsche Gesellschaft für Allgemein- und Viszeralchirurgie und ihren Arbeitsgemeinschaften sowie die European Association for Endoscopic Surgery and other interventional techniques (EAES).

## Publikationen
- Hüttl, TP: Veröffentlichungen in Pubmed